# 海普瑞
深圳市海普瑞药业集团股份有限公司（深交所：002399；港交所：9989），简称海普瑞，是中华人民共和国的一家制药公司，于1998年成立，总部位于广东省深圳市。公司主要业务覆盖肝素产业链、生物大分子CDMO和创新药物的投资、开发及商业化，在世界多地开展业务:12，是全球最大的肝素原料供应商。

## 历史
1998年4月21日，海普瑞的前身海普瑞实业成立:41。创始人李锂自1984年开始研究猪小肠提取的肝素，1987年从四川大学毕业后进入成都市肉联厂生物化学研究所工作。1990年左右，该厂开始衰落，原生化研究所的同事纷纷改行，李锂仍继续从事肝素相关的科研工作:153。海普瑞的业务最初从出口起步，2000年10月开始小批量生产肝素钠药用原料；2001年7月实现大规模生产:76。2001年1月19日，海普瑞实业更名为海普瑞生物技术，2002年9月20日再更名为海普瑞药业:43。
2003年10月，海普瑞生产的肝素獲得原中國国家食品药品监督管理局GMP證書:241。2005年6月，海普瑞位于深圳南山的生產設施首次通過美國FDA認證的檢查；同年8月，其研发的依諾肝素鈉注射液被中国国家食药监局批准上市:241。
2007年，高盛集团旗下的GS Pharma宣布注资海普瑞12.50%的股份，使得海普瑞改制为中外合资企业。不久后又改制为外商投資的股份有限公司:36:241。
2008年2月，海普瑞肝素鈉獲得歐洲藥典適用性證書（CEP證書）:241。同年，美国医药公司百特国际生产的肝素制剂发生严重过敏事件，导致81人死亡，785人出现严重过敏反应，令百特退出肝素制剂市场。与此同时，海普瑞以零缺陷通过了美国FDA的两次现场复查，成为当时美国大剂量标准肝素制剂的唯一原料药供应商。当时95%以上肝素制剂的原料来自海普瑞，有效缓解了这一救命药的短缺。同年5月，美国FDA和美国药典委员会专门成立肝素委员会，以海普瑞标准肝素钠为依据，作为修订美国药典的肝素参考标准。2009年10月，第一次修订的肝素标准正式生效:255。
2010年5月6日，海普瑞在深圳证券交易所上市:240，上市之初曾以每股148元的发行价成为A股历史上发行价最高的新股。次日，海普瑞股价再度上涨至188.8元，之后以177.78元收盘，当日市值超过750亿元。股价的高涨也令公司创始人李锂、李坦夫妇成为当时中国内地新首富。但海普瑞自上市第二年起，其业绩开始出现巨幅下滑。2014年4月，该公司在美國收購SPL公司，使公司能夠進入胰酶製品等大分子藥品的開發及製造領域，实现了跨国经营。此后海普瑞先后在世界各地收购多家医药公司:241。
2018年，海普瑞收购多普乐公司，向产业链下游延伸到高附加值的制剂领域，从生产和销售单一产品发展成为从上游粗品、中端原料药到下游制剂肝素全产业链的跨国运营公司。2019年，海普瑞子公司天道医药与台湾国光生技达成战略合作协议。
2020年7月8日，海普瑞在香港交易所公开发行的H股正式挂牌上市。2023年12月22日，由海普瑞作为第一大股东的君圣泰医药在港交所上市。

## 子公司
截至2022年12月31日，海普瑞拥有如下子公司:190：
与主营业务相关联
- 成都深瑞畜产品有限公司96.40%
- 山东瑞盛生物技术有限公司
- 深圳市坪山新区海普瑞药业有限公司
- 深圳市返璞生物技术有限公司66%
- 海普瑞（香港）有限公司
  - Hepalink Europe AB（瑞典）
  - 海普瑞（上海）药业有限公司
- Hepalink USA INC.（美国）
- 深圳昂瑞生物医药技术有限公司54%
  - Oncovent USA Inc.（美国）
- 深圳市瑞迪生物医药有限公司（在香港、美国、开曼群岛设有多家投资企业）51%
- 深圳市北地奥科科技开发有限公司
- 深圳市多普乐实业发展有限公司（含下属企业天道医药）

其他子公司
- 深圳市朋和物业管理有限公司55%
- 深圳市德康投资发展有限公司
- 深圳枫海资本股权投资基金合伙企业（有限合伙）99.03%

合营企业
- Resverlogix Corp.32.10%
- Onco Quest Inc.36.08%
- Quest Pharma Tech Inc.14.78%
- 深圳市亚太健康管理有限公司27.43%
- Hightide Therapeutics, Inc（君圣泰医药）40.19%
- 上海泰沂创业投资合伙企业（有限合伙）49.58%

## 业务
海普瑞主要业务覆盖肝素产业链、生物大分子CDMO和创新药物的投资、开发及商业化:12。该公司在逾40个国家和地区开展业务，在北美、欧洲等地区设立了41家子公司。
在肝素产业链发展方面，海普瑞是全球最大的肝素原料供应商，拥有原料药和制剂两种产品。海普瑞Inhixa、Neoparin和Prolongin是三种不同的依诺肝素钠注射液品牌，在全球36个国家获批，并在15个国家销售，亦向13个其他国家的客户供应依诺肝素钠注射液。公司主要收入来源于国际市场，其中欧洲市场占比最大。依诺肝素钠注射液是首个获欧洲药品管理局销售许可的依诺肝素钠注射液生物类似药，2022年其市场份额在欧洲市场稳居前二。海普瑞在欧洲国家通过自有营销团队对目标客户进行学术推广，直接参与当地医院和零售药房的招标，获得业务机会后直接进行销售或通过当地分销商实现销售。
而在CDMO领域，海普瑞通过全资子公司赛湾生物和SPL共同经营CDMO业务。其中，赛湾生物专门从事开发及生产大分子医药产品；而SPL提供有关开发及生产从动物和植物（如胰酶、肝素及肝素类似物）中提取的大分子医药产品方面的服务:13。在创新药物领域，海普瑞共持有超过20个同类首创新药品种，覆盖超过30种适应症:13。

## 事件
2024年1月14日，海普瑞发布公告称，其旗下全资子公司天道意大利遭遇犯罪团伙电信诈骗，涉案金额约1170余万欧元。公司接获情况后即向当地警方报案，管理层已在第一时间向所有董事、独立董事及审计委员会通报，初步判断为偶发事件，并确认公司生产经营正常运转。公告还说，由于案件仍在侦办阶段，结果尚无法确认，可能对2023年度财务报表造成潜在影响。此次案件成为中国大陆A股上市公司面临的涉案金额最大电信诈骗案，翌日公司A股股价一度重挫超过6%。海普瑞对此公开回应称，由于犯罪团伙的周密布局，天道意大利因而成为此次案件受骗者。1月16日，海普瑞收到深圳证监局发出的监管关注函，指出上述情況反映公司貨幣資金內部管控存在問題，故提出3項監管要求，包括採取一切必要法律手段追回資金，成立專項工作組，必要時聘請第三方專業機構全面調查，以及依法及時披露相關信息。相关人士认为，海普瑞子公司遭遇骗局，可能存在内控流程上的问题。2月2日，中国证监会深圳监管局向海普瑞发出采取责令改正措施的决定。文件指出公司在规范运作等方面存在问题，证监会深圳监管局决定对公司采取责令改正的行政监管措施。